# 劉維杰
劉維杰（1918年—1951年6月29日），中國共產黨員，山東省陽榖縣人，陸軍官校六分校工科畢業，戰後來台從事地下工作，因蘇藝林案判處死刑1951年6月29日槍決於台北水源路刑場。

## 生平

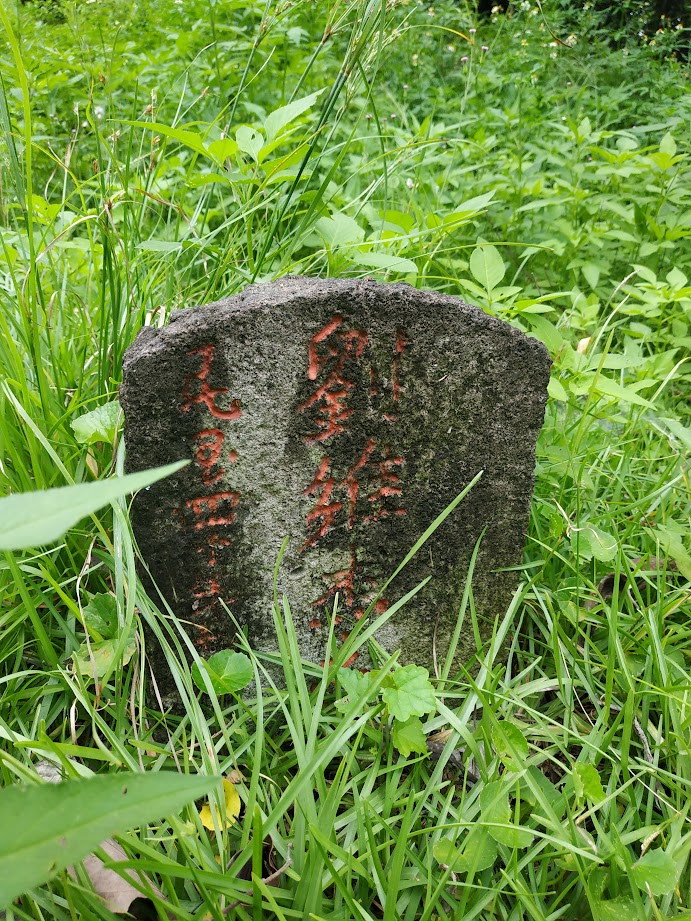
劉維杰之墓

劉維杰，1918年生於山東省陽榖縣，陸軍官校六分校工科畢業，抗戰時屬王耀武部累任至營長，國共內戰時被共軍所俘虜後受敵後訓練，1949年215病院由青島撤退來台潛伏，於花蓮花園旅社及碾米廠工作。
1948年，中共中央社會部部長李克農先後派遣朱芳春（化名非）、蕭明華、周一粟等多名特工赴台發展組織。非接受李克農指示與孫玉林取得聯繫，在宜蘭礁溪溫泉區與老同學蘇藝林及非碰面，孫玉林開始參與中共中央社會部在台地下組織運作，李克農之兩項指示與九大任務，主要是蒐集海陸空軍情報，策反將領陣前起義、動搖正取官吏加入、成立武裝和登陸接應點等。
劉維杰來台後由孫玉林吸收加入共產黨，加入組織。，向花蓮鐵路機廠蒐集地圖後交付給孫玉林，並協助攏絡當地軍公教人員接受策反。
1950年2月非遭當局鎖定，蕭明華、凱相繼被逮捕，劉維杰於1950年5月21日由花蓮警局傳喚到案。 1951年7月全案偵查進入後續收網階段，調查局在香港新聞天地週刊刊登整刊的特稿，以李克農照片為封面，標題中共社會部首領李克農的潛台組織已被一網打盡。
劉維杰與同案蘇藝林、陳平、周一粟、安學林、張慶、嚴明森、田子彬、孫玉林、白靜寅、徐毅、余熙、葛仲卿、譚興坦、林振成、簡桂生、馬學樅、李學驊共18人被判處死刑，1951年6月29日槍決於水源路刑場。

## 紀念
2013年10月，北京西山國家森林公園的無名英雄廣場上立有無名英雄紀念碑，為紀念來台灣在1950年代被處決「隱避戰線烈士」而設立。劉維杰銘刻於紀念碑上為，中国國家安全部追認中華人民共和國烈士。

## 平反
2018年10月4日，促進轉型正義委員會第一批平反，依據促轉會107年9月26日本會第9次委員會議決議，撤銷受難者林慶雲君等1270人之刑事有罪判決暨其刑，其中(41)安潔字第 2090 號，有關劉維杰意圖以非法之方法顛覆政府而著手實行之有罪判決暨其刑及沒收之宣告正式撤銷。